# Drnek
Obec Drnek leží v okrese Kladno. Žije v ní 186 obyvatel. Ve vzdálenosti devět kilometrů východně leží město Slaný, třináct kilometrů jihovýchodně město Kladno, devatenáct kilometrů jihozápadně město Rakovník a dvacet kilometrů severozápadně město Louny.

## Historie
Na severozápad od nynější obce stávaly na jejím katastru ve středověku dvě vesnice, Svídna a Humniště. Svídna byla postupně opuštěna někdy na přelomu 15. a 16. století, Humiště zaniklo za neznámých okolností přibližně ve stejné době. Znovuosídlení zdejšího území se datuje teprve do počátku 18. století, kdy náleželo ke smečenskému panství Martiniců. Roku 1711 nechal hrabě Jiří Adam z Martinic v sousedství bývalého Humniště postavit poplužní dvůr, nazvaný na počest vrchnosti Martinice, a současně s ním na místě nynějšího Drnku hájovnu. Syn výše jmenovaného, hrabě Adolf Bernard z Martinic, pak v roce 1726 při hájovně založil vesnici o třinácti chalupách, která podle příjmení tehdejšího panského hajného byla zvána Drnky či Drnek (současně byla zřízena i sousední ves Nová Studnice). K roku 1845 Drnek čítal už 27 domů s 237 obyvateli. Po zrušení feudálního zřízení se ves stala součástí obce Malíkovice, samostatnou obcí je od roku 1924.

### Územněsprávní začlenění
Dějiny územněsprávního začleňování zahrnují období od roku 1850 do současnosti. V chronologickém přehledu je uvedena územně administrativní příslušnost obce v roce, kdy ke změně došlo:
- 1850 země česká, kraj Praha, politický okres Rakovník, soudní okres Nové Strašecí[4]
- 1855 země česká, kraj Praha, soudní okres Nové Strašecí[4]
- 1868 země česká, politický okres Slaný, soudní okres Nové Strašecí[4]
- 1937 země česká, politický okres Slaný expozitura Nové Strašecí, soudní okres Nové Strašecí[5]
- 1939 země česká, Oberlandrat Kladno, politický okres Slaný expozitura Nové Strašecí, soudní okres Nové Strašecí[6]
- 1942 země česká, Oberlandrat Praha, politický okres Slaný expozitura Nové Strašecí, soudní okres Nové Strašecí [7]
- 1945 země česká, správní okres Slaný expozitura Nové Strašecí, soudní okres Nové Strašecí[8]
- 1949 Pražský kraj, okres Nové Strašecí[9]
- 1960 Středočeský kraj, okres Kladno[10]

### Rok 1932
V obci Drnek (přísl.Martinice, 312 obyvatel) byly v roce 1932 evidovány tyto živnosti a obchody: 2 hostince, rolník, řezník, sadař, trafika, 2 obchody se smíšeným zbožím.

## Doprava
Do obce vedou silnice III. třídy. Ve vzdálenosti 3,5 kilometru vede silnice I/16 Řevničov – Slaný. Železniční trať ani stanice na území obce nejsou. Nejblíže městu je železniční zastávka (jen pro osobní dopravu) Kačice ve vzdálenosti pět kilometrů ležící na trati Praha–Rakovník. Ve vzdálenosti sedmi kilometrů stojí železniční stanice Stochov na téže trati. V září 2011 v obci zastavovaly autobusové linky jedoucí do těchto cílů: Kladno, Mšec, Nové Strašecí, Slaný, Smečno.

## Pamětihodnosti
- Tvrziště a zaniklá ves Humniště, archeologické naleziště[12]
- Zaniklá ves Svídna, archeologické naleziště

## Galerie

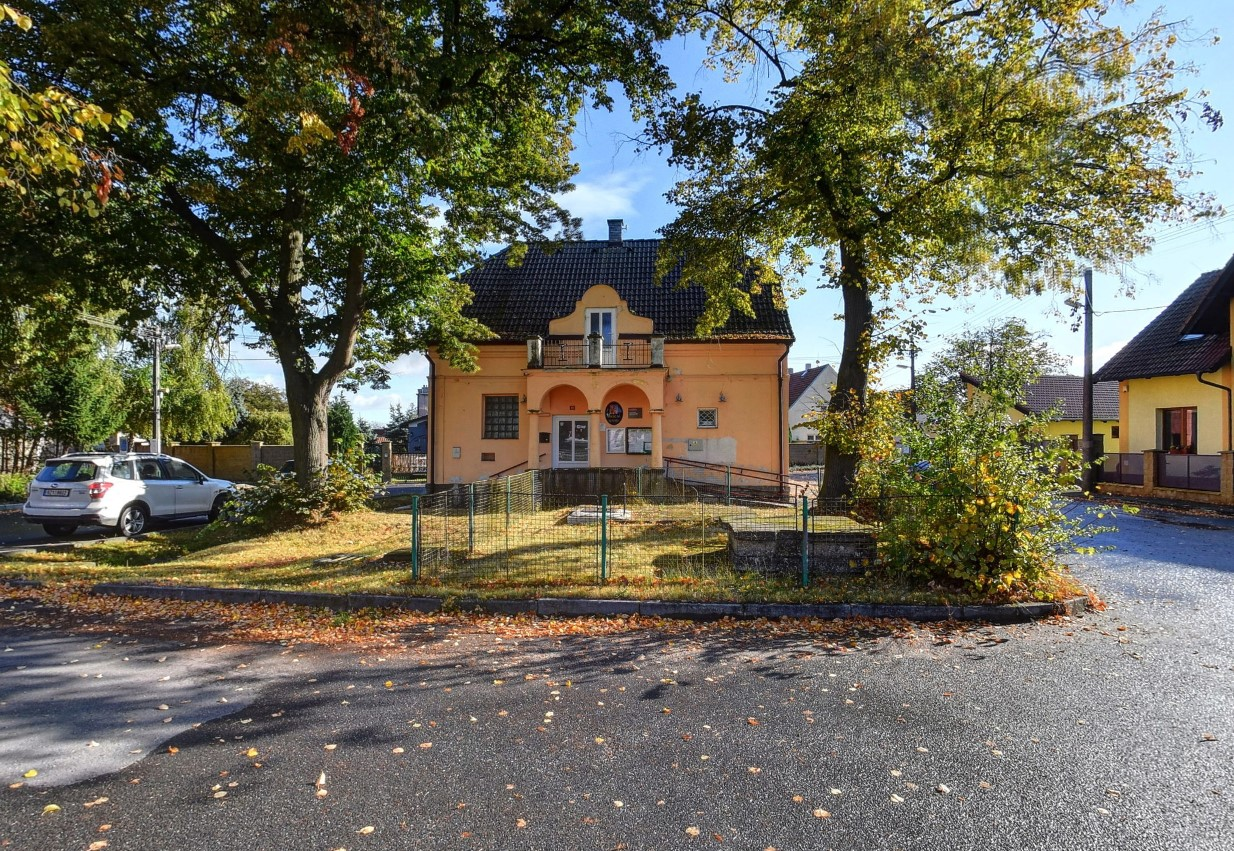
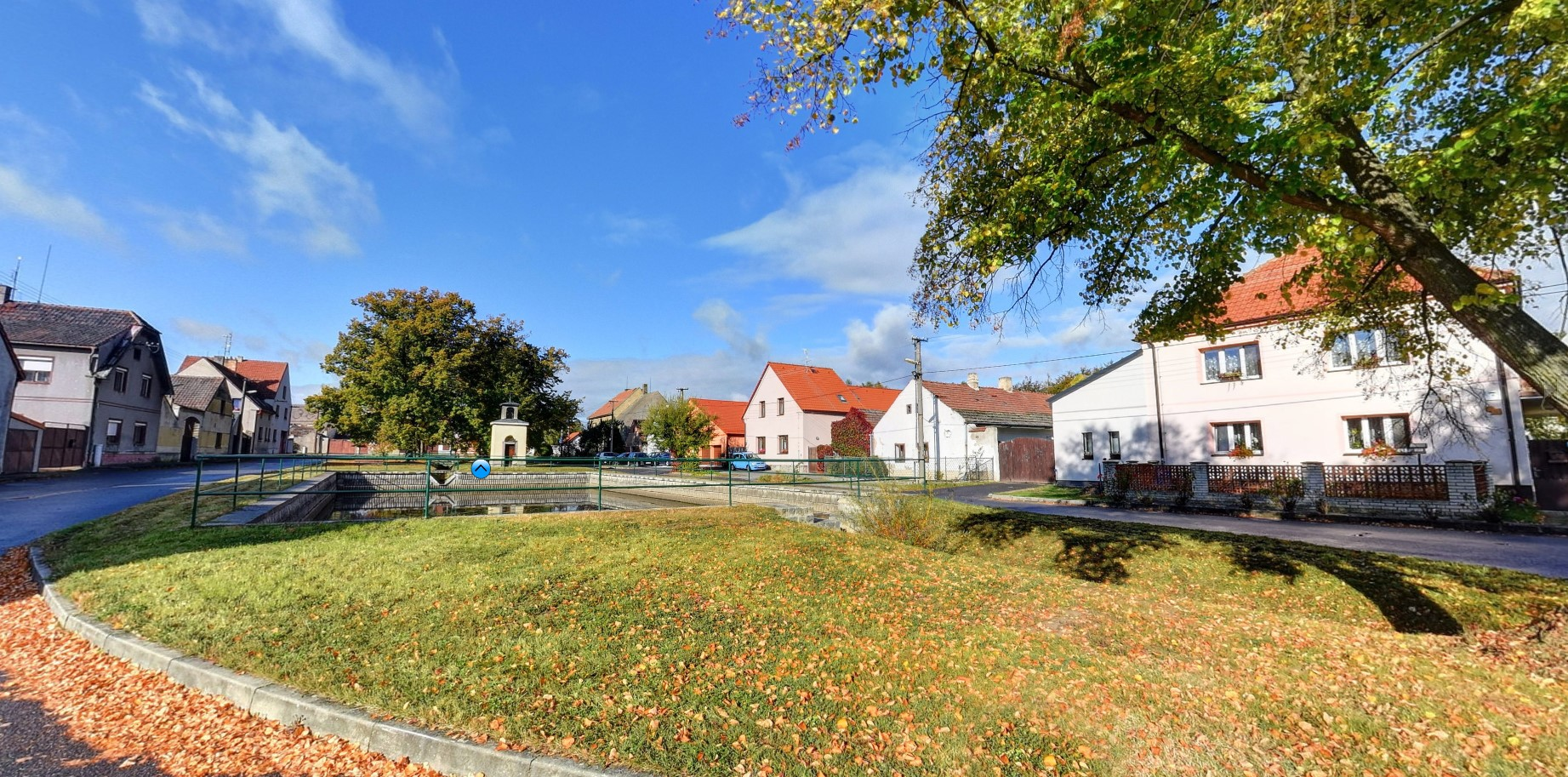
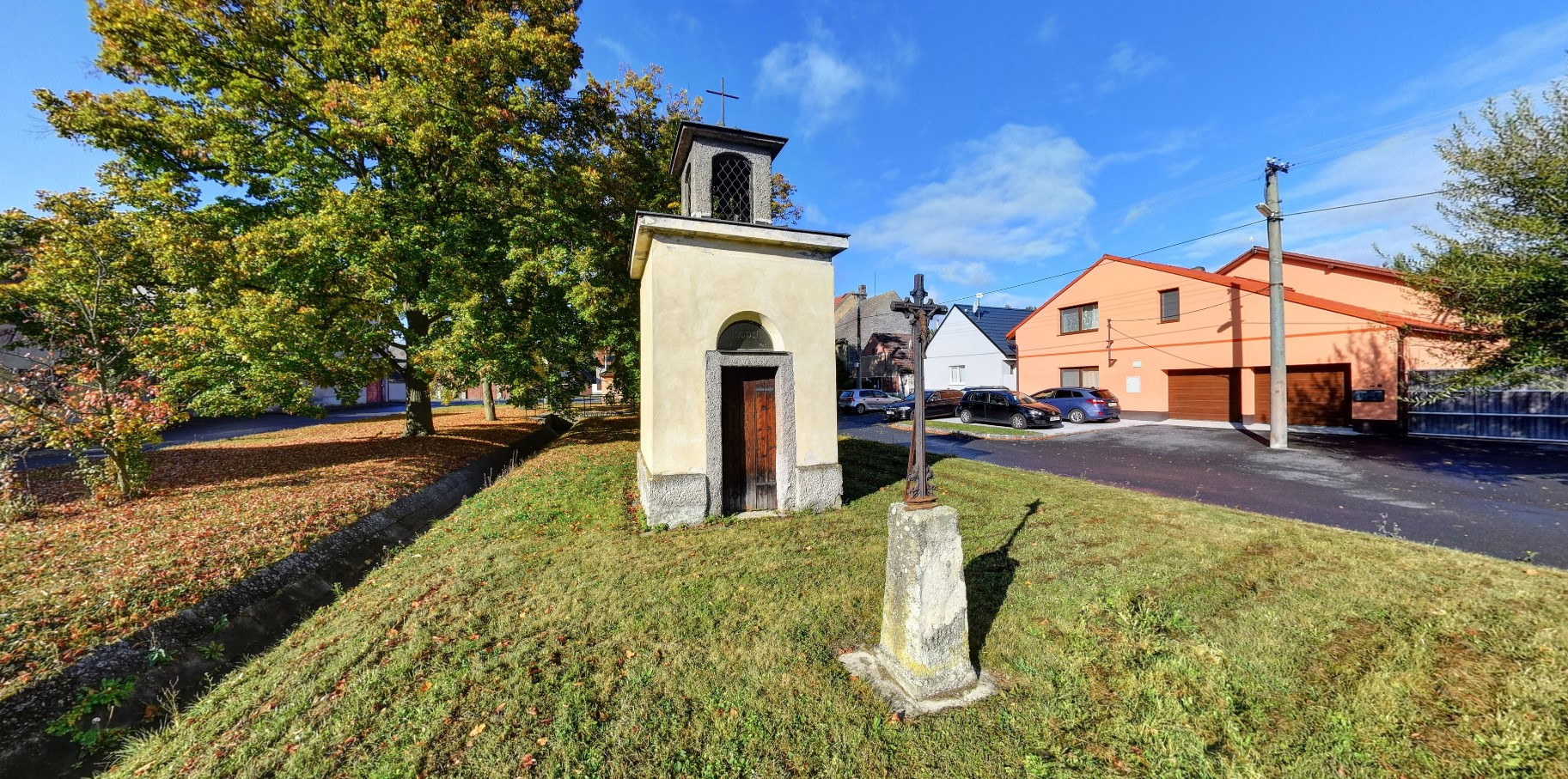
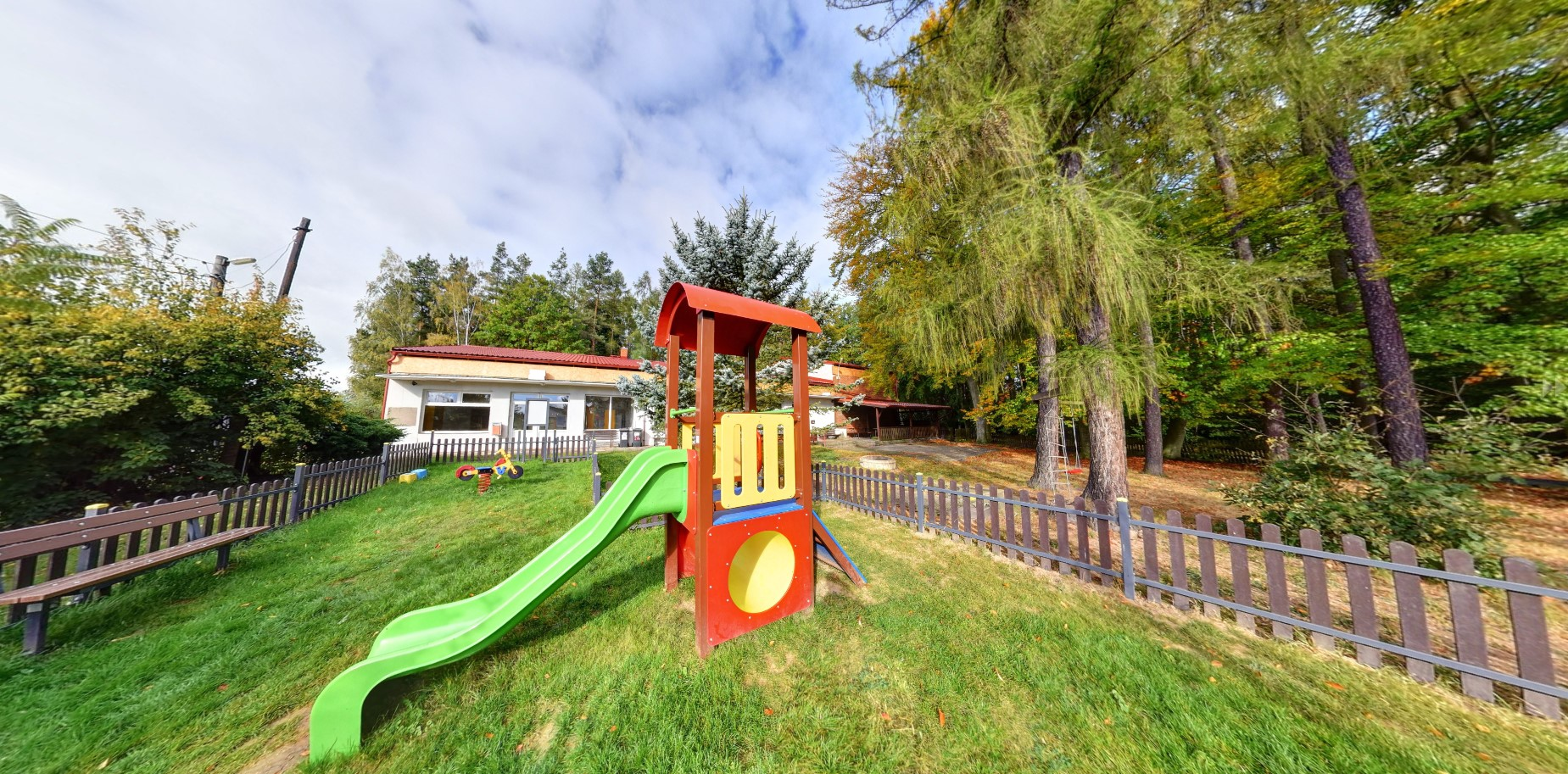
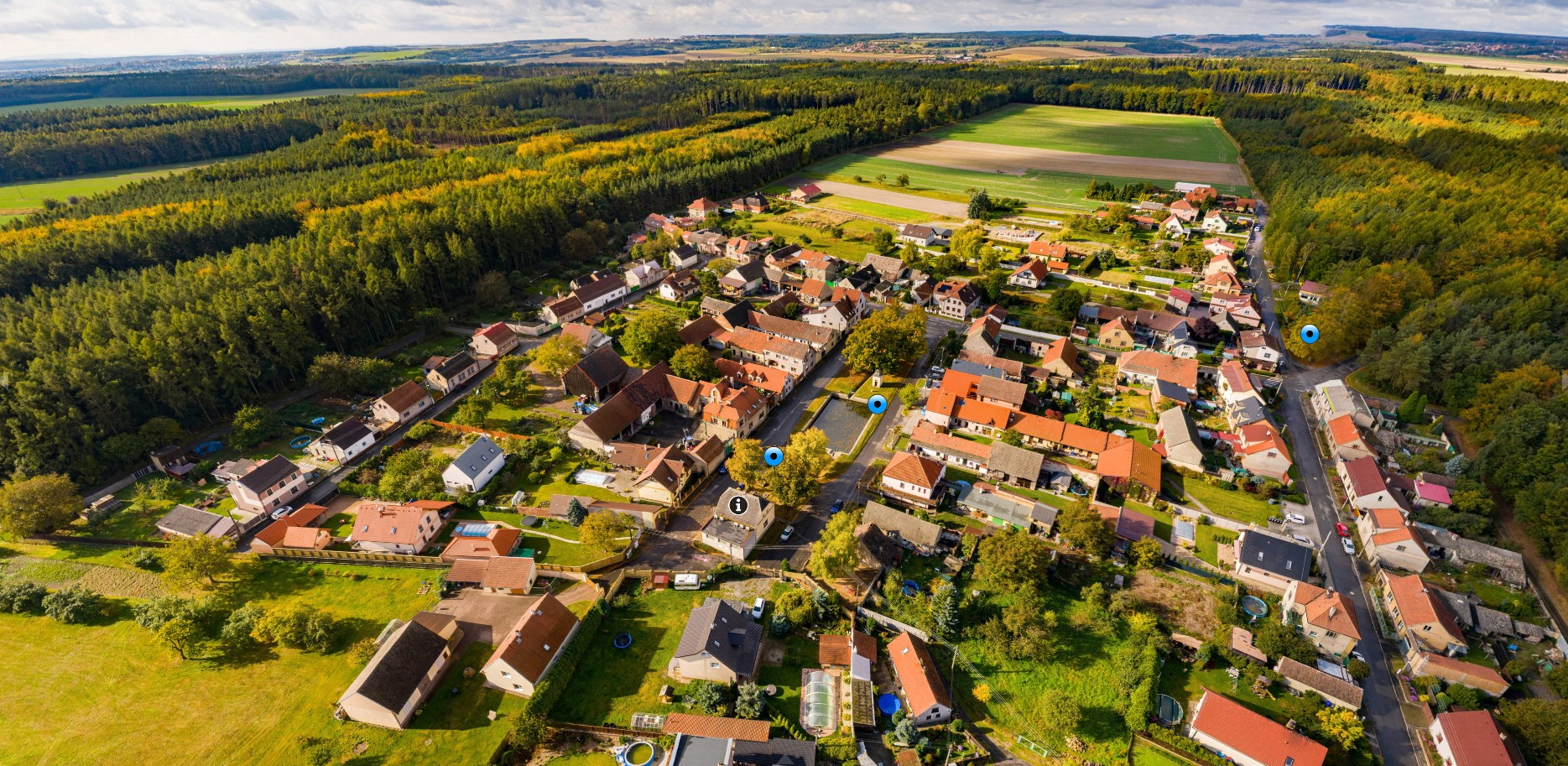
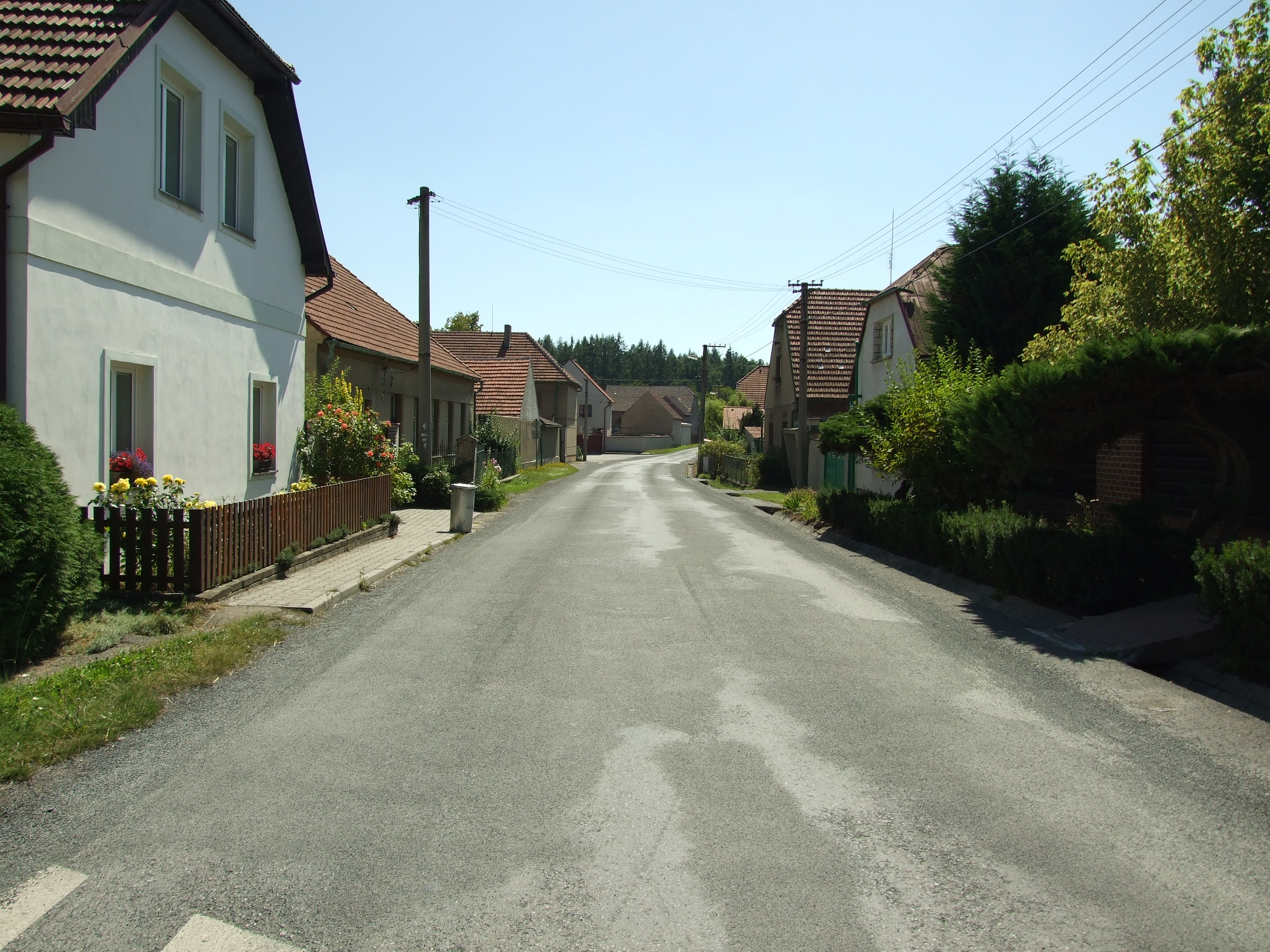
Zástavba v obci Drnek
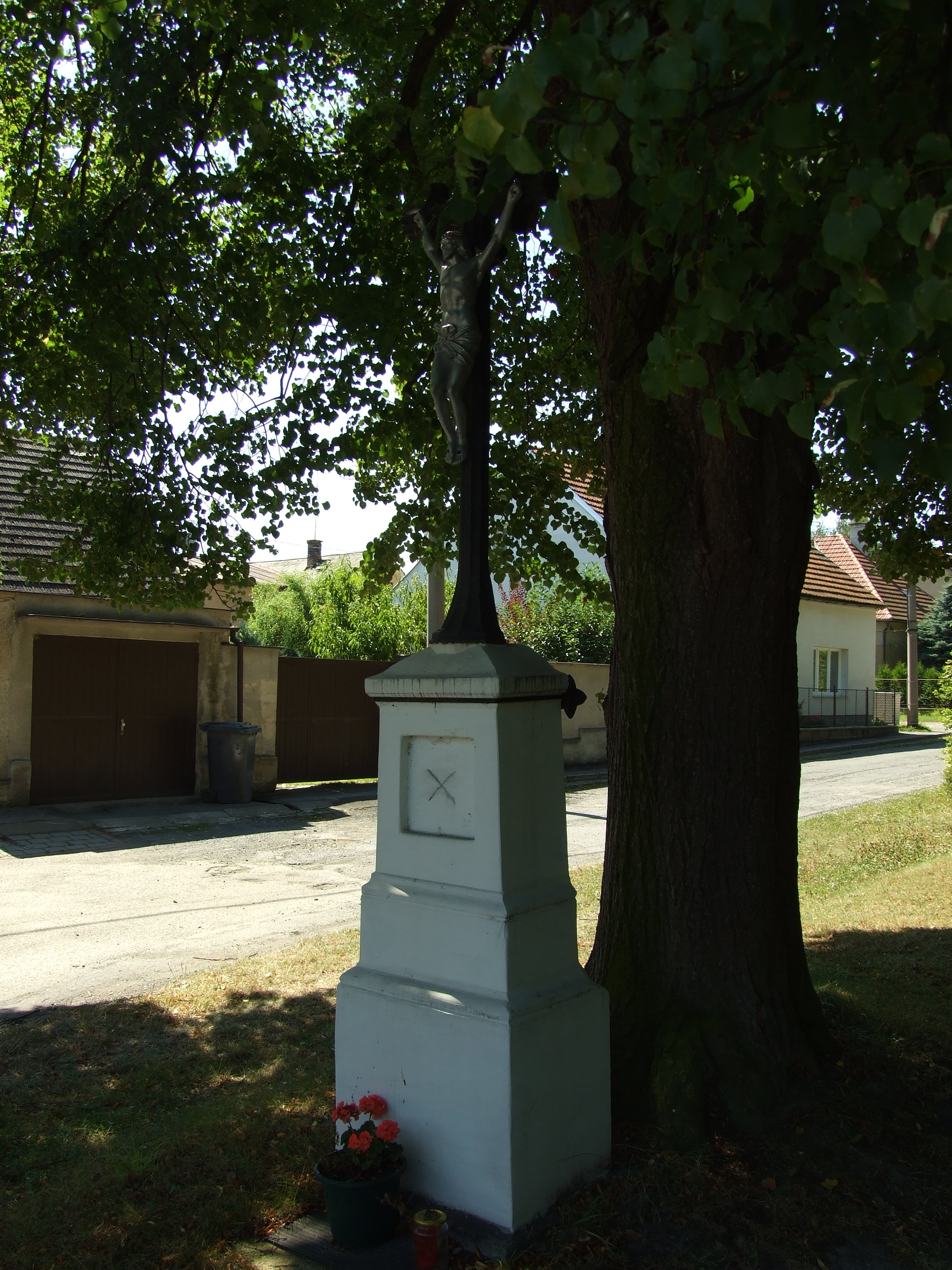
Kříž